# Касперівське водосховище
Касперівське водосхо́вище — водосховище на річці Сереті в Тернопільській області.
Головне ДВ створене в 1964 році за проектом інституту «Укргідропроект». Відповідно до проекту, створ гідровузла Касперівської ГЕС розташовано за 9,5 км від гирла річки Серет. Норма стоку прийнята як 12 м³/с. Максимальна витрата, на яку розраховано гідровузол — 34 м³/с.
Гребля Касперівської ГЕС розташована за 1.5 км від центру с. Касперівці Тернопільської області.

## Основні характеристики
- нормальний підпірний рівень — 20,0 м;
- форсований рівень — 20,5;
- рівень мертвого об'єму — 14,8 м;
- повний об'єм — 0,0186 км³;
- корисний об'єм — 0,0185 км³;
- площа дзеркала — 2,86 км²;
- довжина — 12 км;
- середня глибина — 12,0 м;
- максимальна глибина — 24 м.

Наповнення водосховища здійснювалося з вересня 1963 року до лютого 1964 року.
Основне призначення водосховища — гідроенергетика. Поряд з виробленням електроенергії, забезпечується захист населених пунктів від повеней, на берегах водосховища проводиться короткостроковий відпочинок на пляжах.
У створі гідровузла водосховища побудована Касперівська ГЕС потужністю 7,5 МВт.

## Населені пункти, затоплені Касперівським водосховищем
- Голігради (частково)
- хутір Вовчків
- хутір Миколаївка

## Світлини

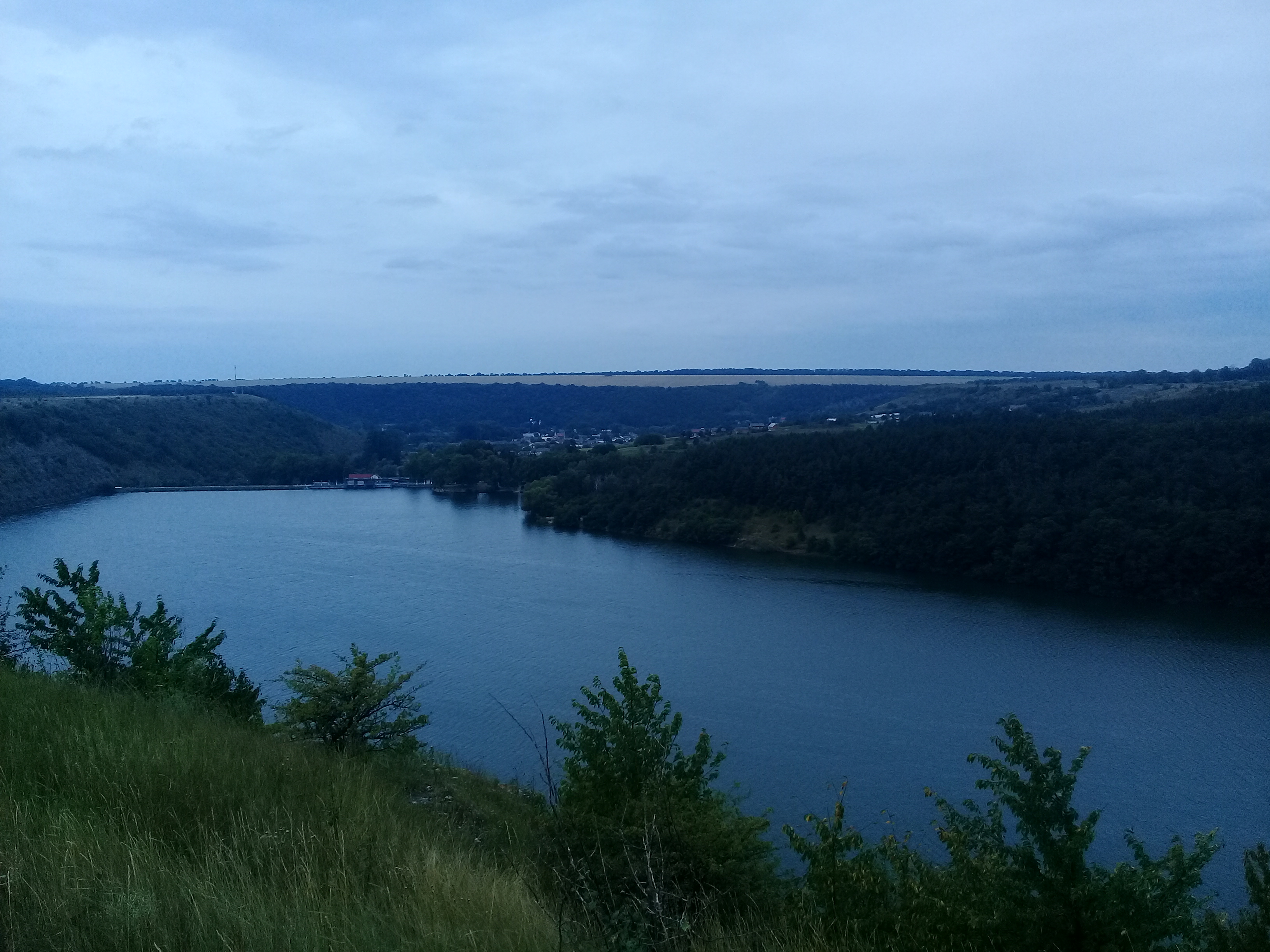
Водне плесо Касперівського водосховища
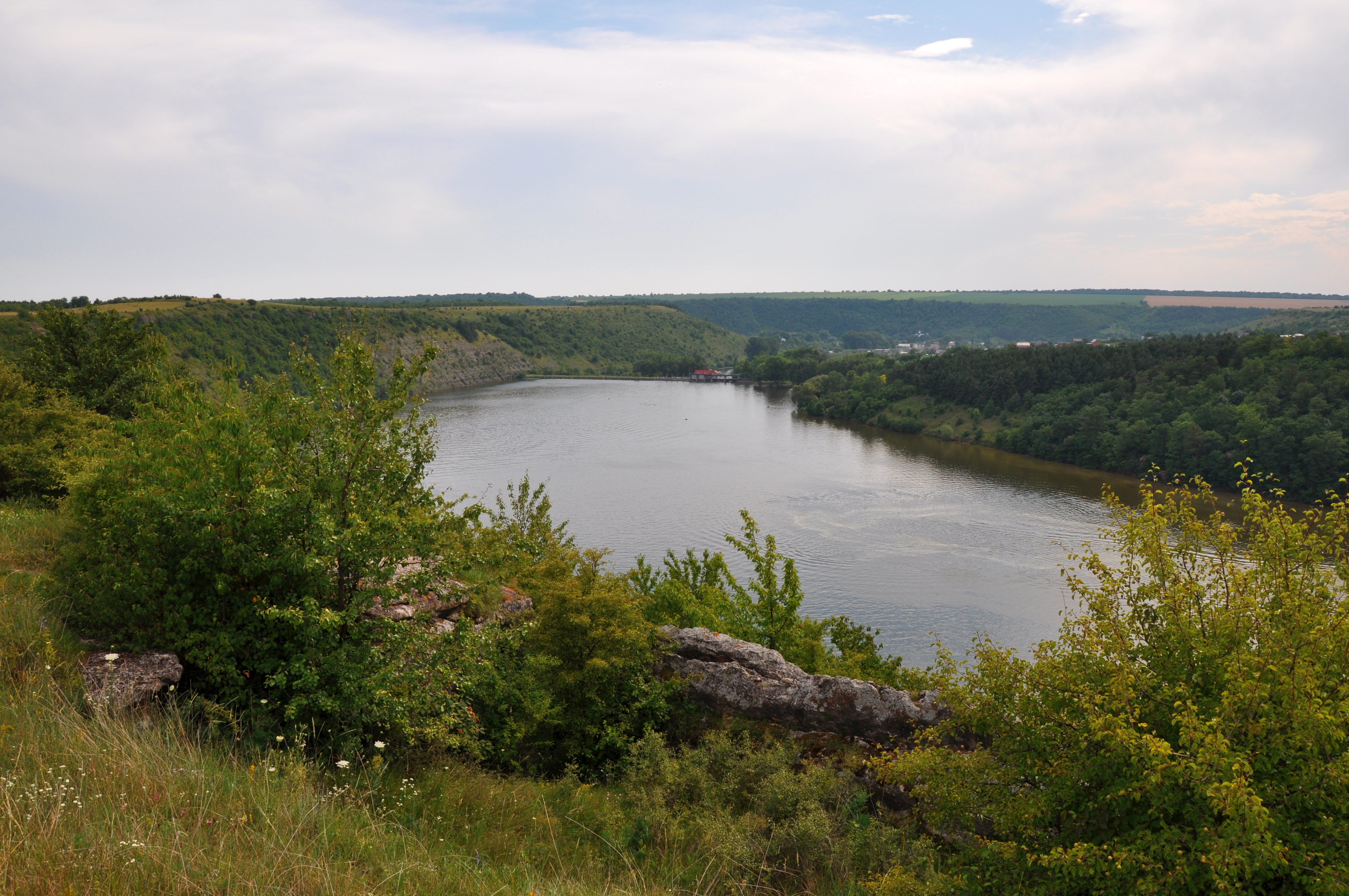
Вид на дамбу Касперівського водосховища
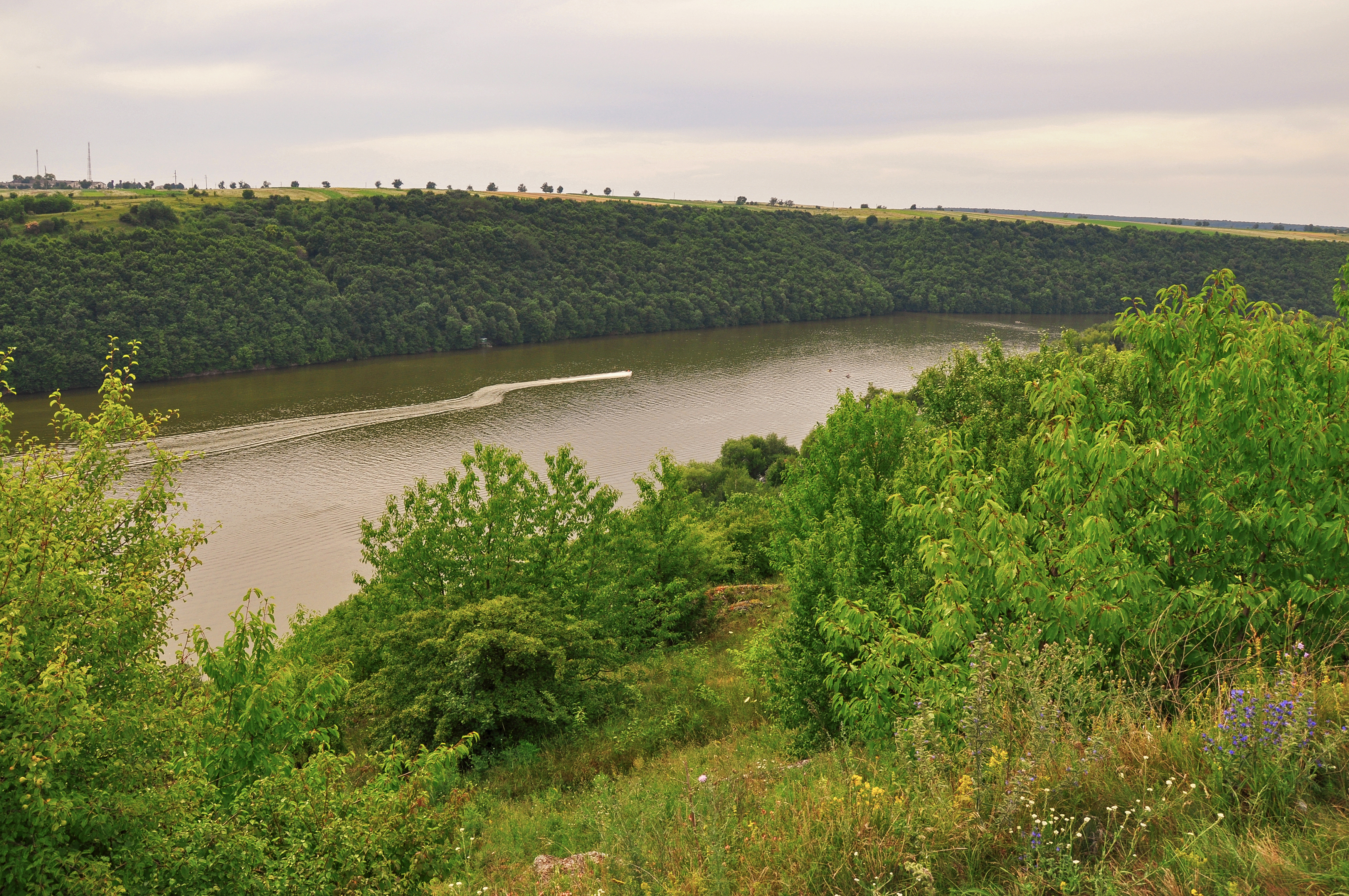
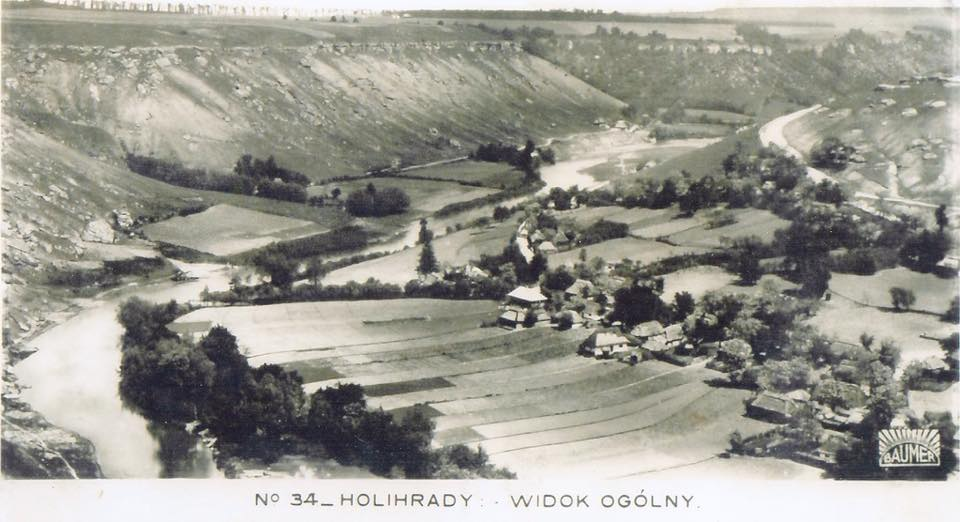
С. Голігради та хутір Вовчків до їх затоплення Касперівським водосховищем